# Ceanothus martinii
Ceanothus martinii là một loài thực vật có hoa trong họ Táo. Loài này được M.E.Jones mô tả khoa học đầu tiên năm 1898.

## Hình ảnh

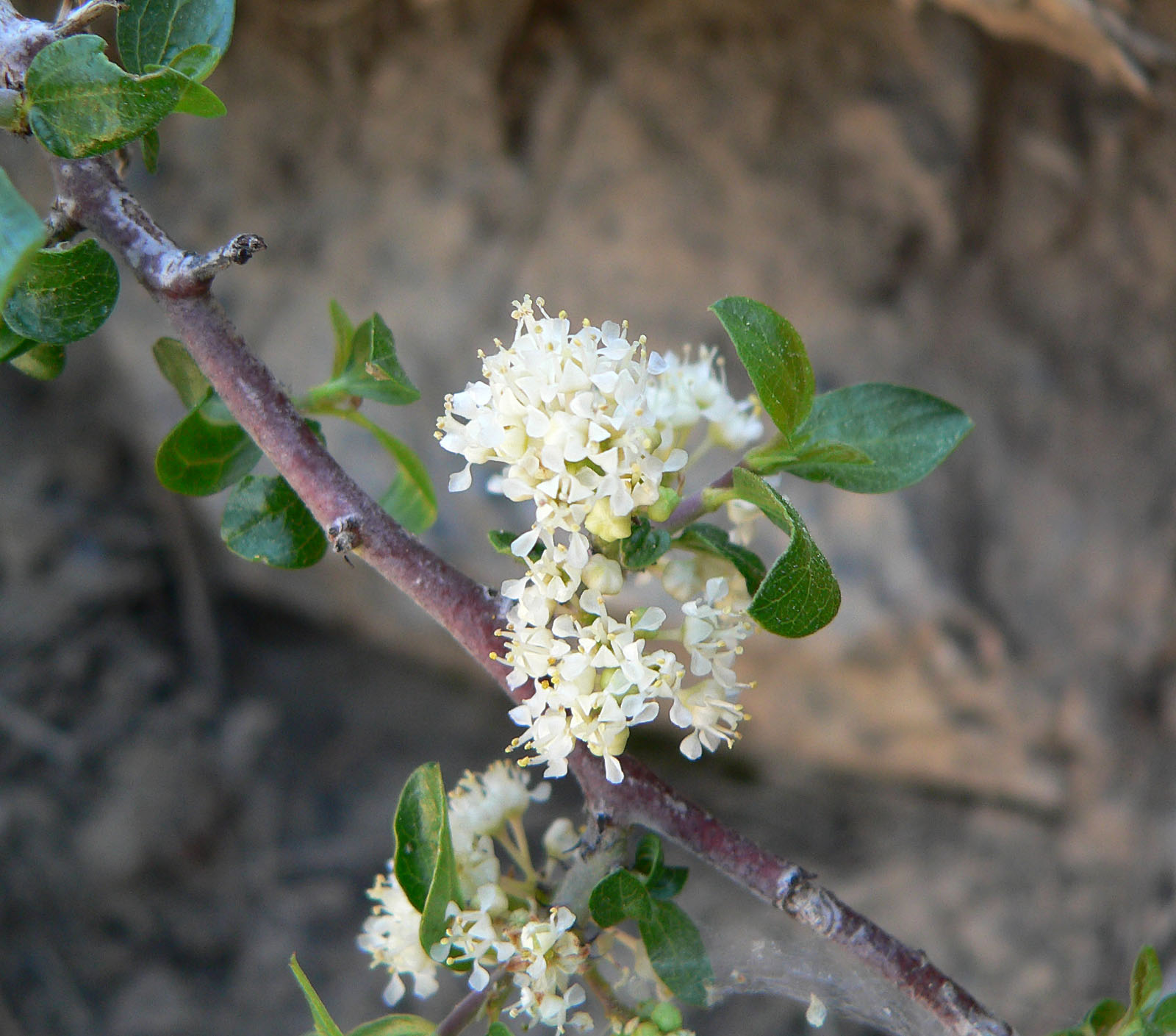
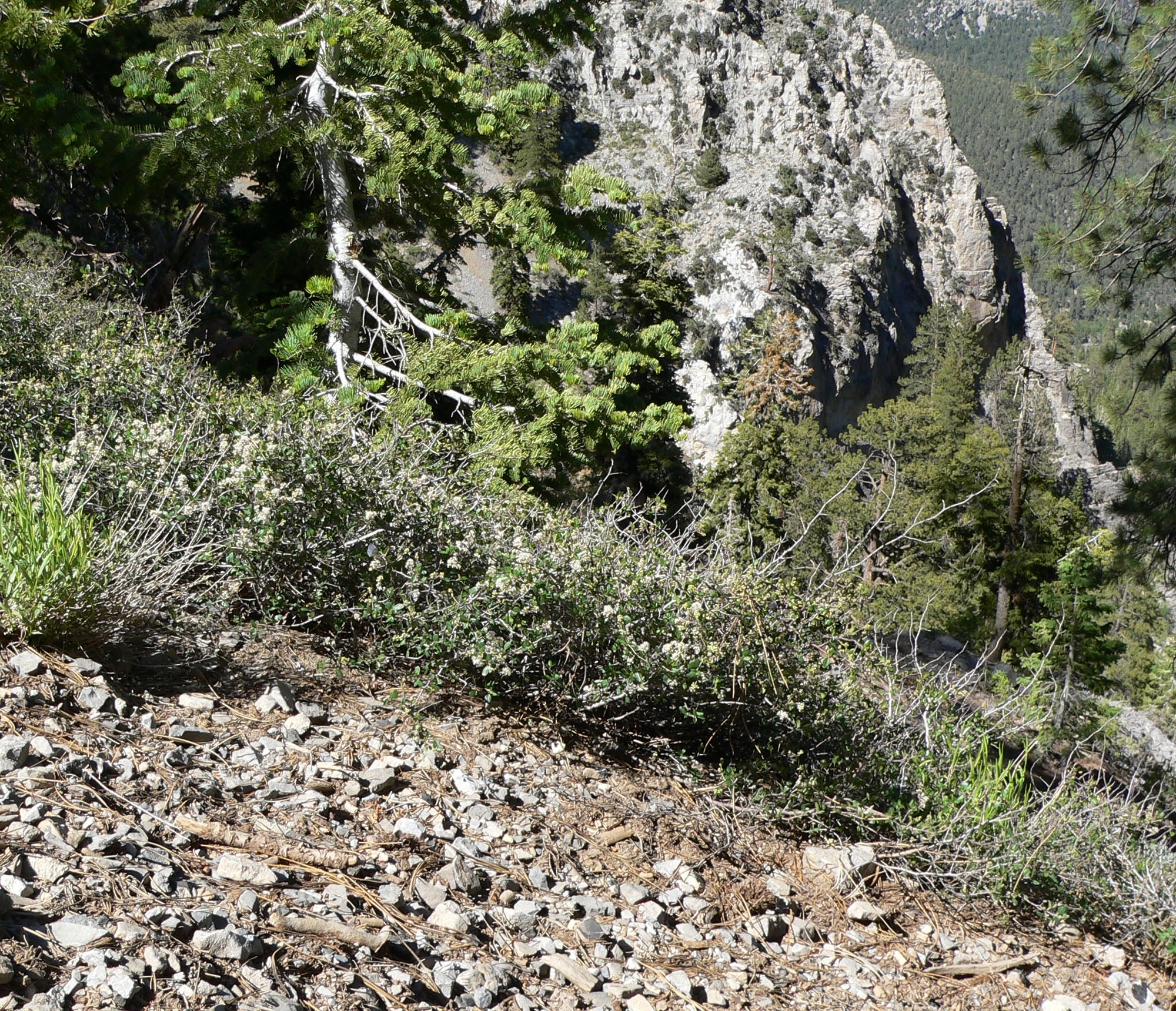
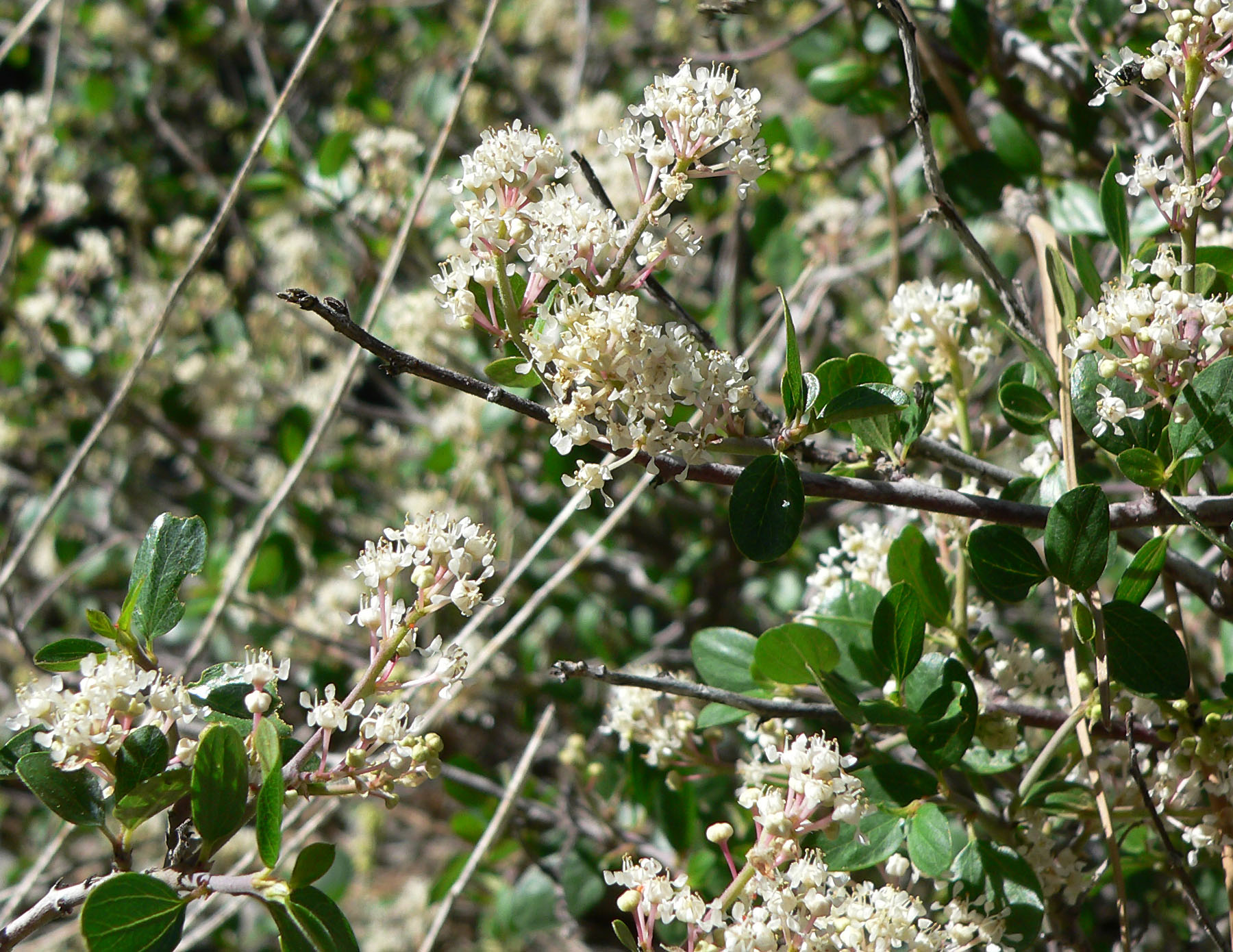
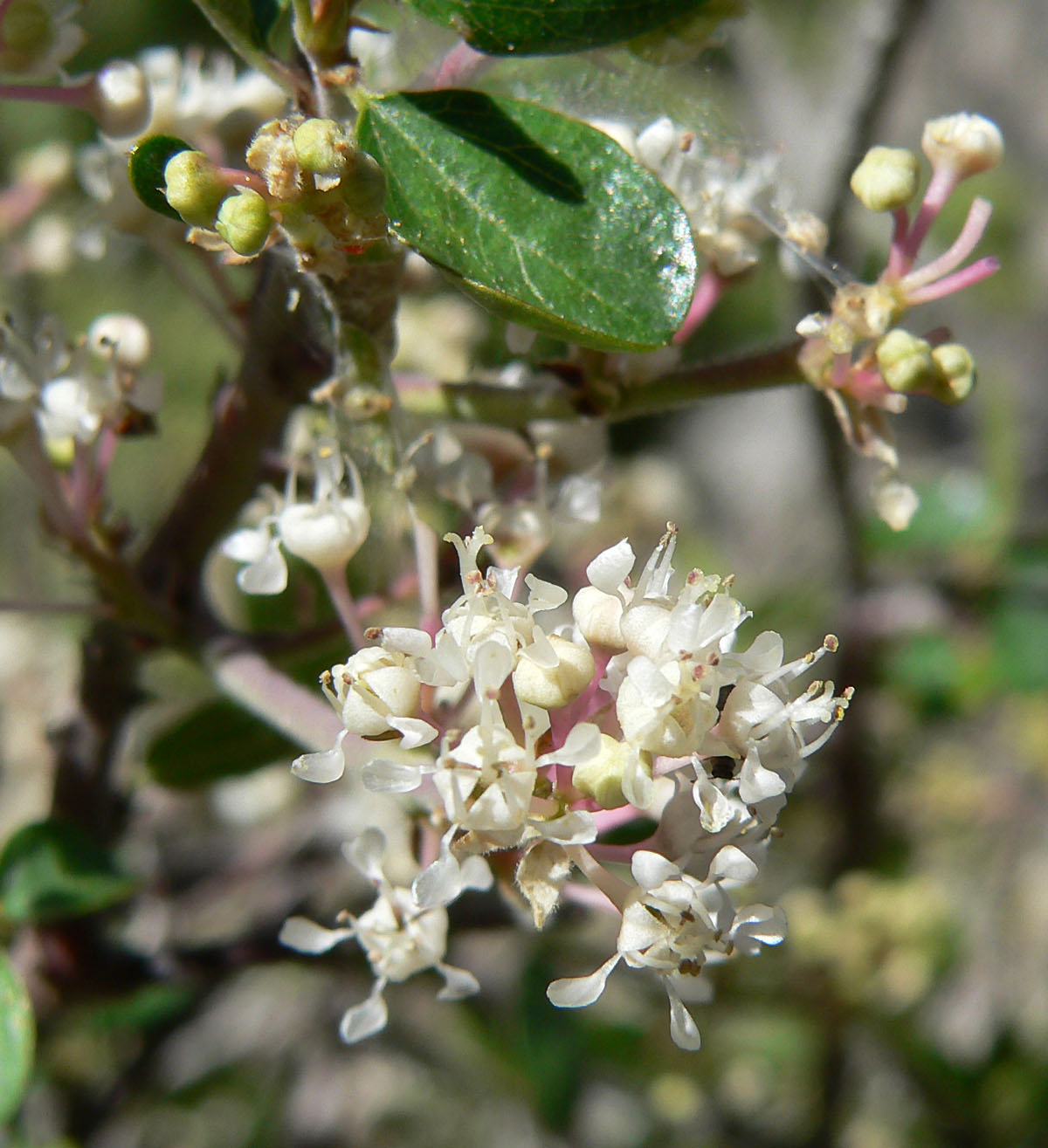